# Arbetargatan

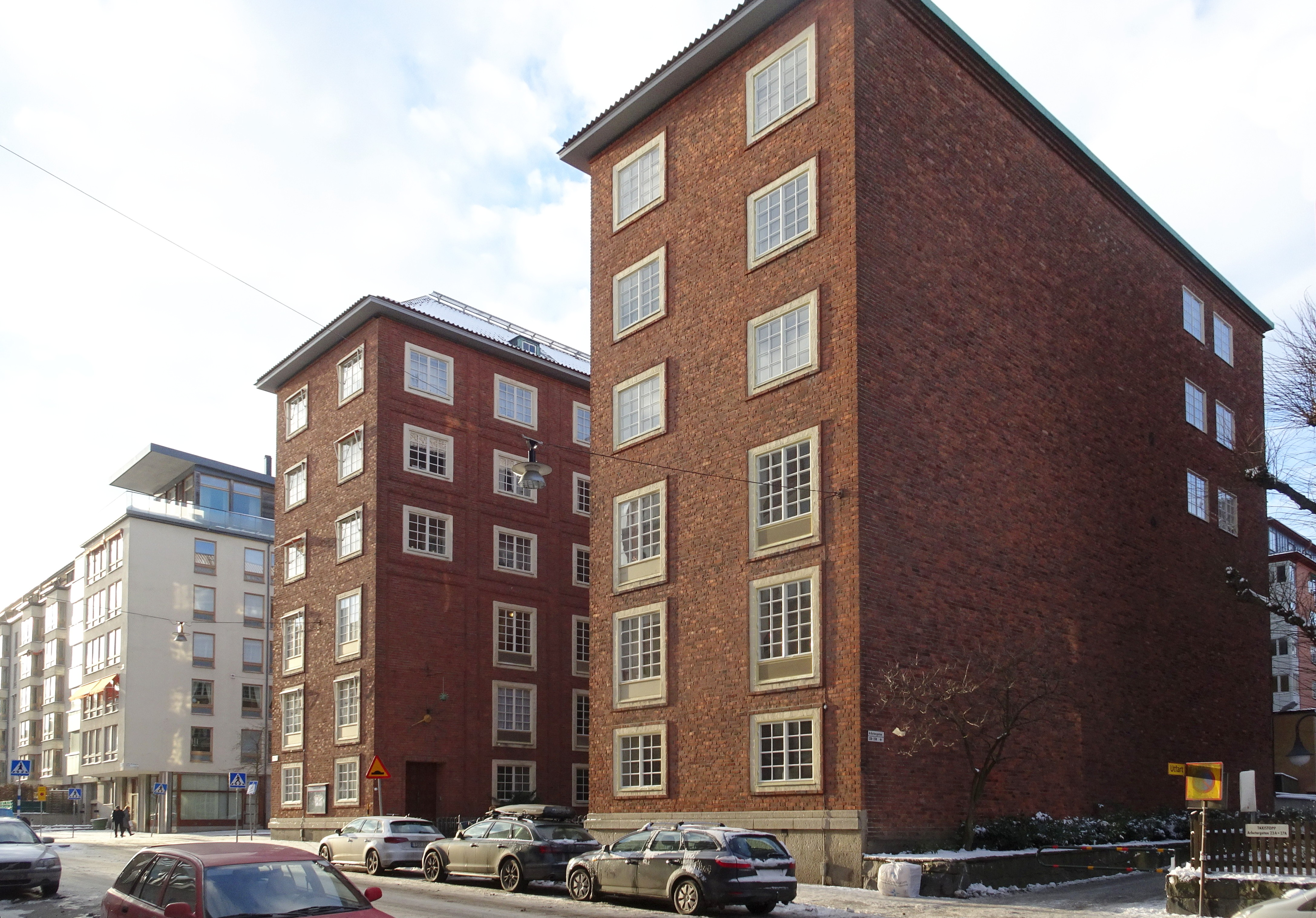
Fastighet Herden 7, Arbetargatan 21.

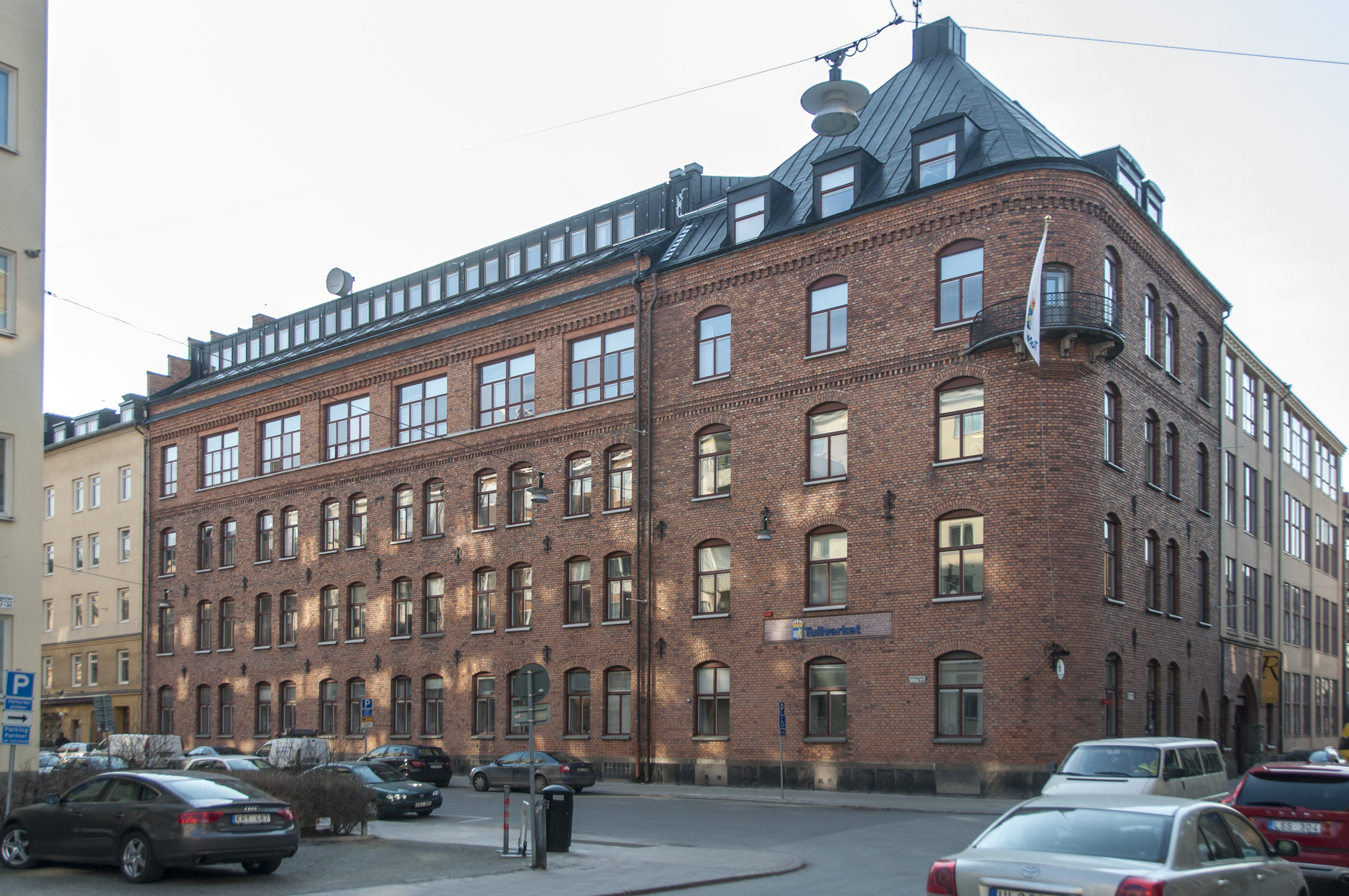
Fastighet Dykaren 10, Arbetargatan 35.

Arbetargatan är en gata på Kungsholmen i Stockholm. Gatan fick sitt nuvarande namn i samband med Stockholms gatunamnsreform 1885.

## Historik
Enligt den ursprungliga stadsplanen skulle Arbetargatan sträcka sig från Drottningholmsvägen norrut ända fram till Karlbergssjön. Men planen fullföljdes aldrig och gatan blev betydligt kortare med sträckning mellan nuvarande Stockholms sjukhem i söder och Alströmergatan i norr.

## Intressanta byggnader
(Från söder till norr)
- Norra kommunala mellanskolan i Stockholm (nuvarande Sverigefinska skolan i Stockholm, ritades 1925 av Georg A. Nilsson.
- Stockholms sjukhem (gamla huvudbyggnaden), ritades 1867 av Per Ulrik Stenhammar.
- Kungsholmens grundskola (gamla Handelsskolan), ritades 1948 av Paul Hedqvist.
- Sankt Görans församlingshus, ritades 1927 av Cyrillus Johansson.
- AB Gerh. Arehns Mekaniska Verkstad, ritades 1898 av Gustaf Lindgren.